# Marc Domènech
Marc Hidalgo Domenech González (Llucmajor, 1º dicembre 2006) è un calciatore spagnolo, attaccante del Maiorca.

## Carriera
Cresciuto nel settore giovanile del Maiorca, nel luglio del 2024 ha firmato un contratto professionistico valido fino al 2029; dopo aver iniziato la stagione con la squadra riserve del club balearico (militante nella quinta divisione spagnola), è stato successivamente aggregato al gruppo della prima squadra. Ha fatto il suo esordio il 27 agosto seguente nell'incontro di Primera División pareggiato 0-0 contro il Siviglia.

## Statistiche

### Presenze e reti nei club
Statistiche aggiornate al 2 aprile 2025.
| Stagione        | Squadra         | Campionato      | Campionato | Campionato | Coppe nazionali | Coppe nazionali | Coppe nazionali | Coppe continentali | Coppe continentali | Coppe continentali | Altre coppe | Altre coppe | Altre coppe | Totale | Totale | Totale |
| Stagione        | Squadra         | Comp            | Pres       | Reti       | Comp            | Pres            | Reti            | Comp               | Pres               | Reti               | Comp        | Pres        | Reti        | Pres   | Reti   |        |
| --------------- | --------------- | --------------- | ---------- | ---------- | --------------- | --------------- | --------------- | ------------------ | ------------------ | ------------------ | ----------- | ----------- | ----------- | ------ | ------ | ------ |
| 2024-2025       | Maiorca B       | SF              | 23         | 6          | -               | -               | -               | -                  | -                  | -                  | -           | -           | -           | 23     | 6      |        |
| 2024-2025       | Maiorca         | PD              | 5          | 0          | CR              | 0               | 0               | -                  | -                  | -                  | SE          | 0           | 0           | 5      | 0      |        |
| Totale carriera | Totale carriera | Totale carriera | 28         | 6          |                 | 0               | 0               |                    | -                  | -                  |             | 0           | 0           | 28     | 6      |        |